# M/T Marko Polo
M/T Marko Polo je trajekt za dužobalne i međunarodne linije, u sastavu flote hrvatskog brodara Jadrolinije.

## Kapacitet
Brod ima kapacitet prijevoza 1000 osoba i 270 automobila. Ima 153 kabine, odnosno ukupno 551 krevet. Brod ima veliku kavanu s plesnim podijem (368 mjesta) i dječjim kutkom, restoran (222 mjesta), salon (80 mjesta), aperitiv bar (60 mjesta) i "duty free" shop (samo na međunarodnim linijama).

## Nasukavanje 2009.
Trajekt je u noći 24. listopada 2009. godine doživio havariju nasukavši se na obalu otočića Sita. Do nasukanja broda Marko Polo došlo zbog nautičke pogreške članova posade u straži. Članovi posade nisu pravodobno promijenili kurs plovidbe na utvrđenoj poziciji, pa je brod najprije zastrugao desnim bokom i udario desnim vijkom i kormilom u otočić Balabra, a nakon toga se nasukao na sjeverozapadni dio obale otočića Sit. Odsukan je nakon mjesec dana i odtegljen u Mali Lošinj gdje je i popravljen. Akciju odsukavanja i tegljenja provela je tvrtka Jadranski pomorski servis uz pomoć stručnjaka iz nizozemske tvrtke "Smith Salvage" iz Rotterdama. Za odsukavanje broda korišteni su zračni omotači. Pod trup broda postavljene su i šine, kako bi brod, koji su povlačila tri tegljača Jadranskog pomorskog servisa, mogao skliznuti u more. Kako bi se olakšalo odsukavanje, korištena je i plovna dizalica, a prepiljen je i dio trupa s kojim je brod "nasjeo" na otok Sit, i koji je ionako bio oštećen.
Nakon remonta u brodogradilištu Mali Lošinj, od svibnja 2010. ponovo je u službi.

## Vanjske poveznice
|  | Zajednički poslužitelj ima još gradiva o temi Trajekt Marko Polo |